# 小行星7138
小行星7138（英語：7138）是一颗围绕太阳公转的小行星。1994年1月15日，上田清二、金田宏在钏路市发现了此天体。
这颗小行星的绝对星等为95.73934364303769等。